# Castello di Podenzano
Das Castello di Podenzano ist eine mittelalterliche Burg im Zentrum der Gemeinde Podenzano in der italienischen Emilia-Romagna. Sie liegt auf ca. 119 Meter Seehöhe in der offenen Poebene.

## Geschichte
Die erste urkundliche Erwähnung der Burg stammt aus dem Jahre 1152, als sie dem Markgrafen Alberto Malaspina gehörte, der von den Einwohnern Piacenzas infolge der ständigen Belästigungen von Kaufleuten, die in die Stadt gingen, durch ihn gefangen genommen wurde. Später war die Burg Zufluchtsort für die aus Piacenza geflohenen Adligen während der Kämpfe der Bevölkerung. Wegen der fortgesetzten Kämpfe zwischen den beiden Fraktionen weilte der Podestat von Cremona als Friedensstifter in der Burg, um den Streitigkeiten ein Ende zu bereiten. Die Burg wurde später, 1242 und erneut 1245, von den Truppen des Königs Enzio von Sardinien, des Sohnes von Kaiser Friedrich II., angegriffen.
1313 ließ Galeazzo I. Visconti die Burg zerstören. 1466 verkauften sie die Viscontis an Giovanni und Bartolomeo Anguissola für 2680 kaiserliche Lire. So wurde die Burg Teil des Verteidigungssystems der Familie Anguissola, das aus mehreren Festungen in den Tälern des Luretta-Baches, der Trebbia und des Nure bestand. Im 16. Jahrhundert beauftragten die Anguissolas den Festungsbaumeister Alessandro Bolzoni aus Piacenza mit der Neuordnung der Burgen. 1650 wurde das Lehen an die Brüder Salvatico verkauft. 1745 gehörte die Festung zur Hälfte den Salvaticos und zur Hälfte den Markgrafen Pallavicini di Scipione. Nach verschiedenen Besitzerwechseln wurde das Gebäude Eigentum der Gemeinde, die es in ein Gemeindehaus umbauen ließen.

## Beschreibung
Das Gebäude hat einen rechteckigen Grundriss und besteht fast vollständig aus Bruchstein mit Ausnahme einiger Teile, die aus Mauerziegeln erbaut wurden, z. B. einiger Bögen und Sturzbögen.
Das Gebäude hat vier Ecktürme: Zwei davon an der Südwest- und der Nordwestecke haben einen quadratischen Grundriss, während die beiden an der Südostecke und an der Nordostecke Rundtürme sind. Die Türme sind durch beachtliche Abschnitte gekennzeichnet, die in Kontrast zu ihrer Höhe stehen, die die Höhe der Kurtine nicht wesentlich übersteigt; sie sind mit Schwalbenschwanzzinnen versehen.
Ursprünglich gab es rund um das Gebäude einen Burggraben, der durch eine Zugbrücke an der Westfassade überspannt wurde. Die Zugbrücke gibt es nicht mehr, aber man kann heute noch die Spuren ihrer Lager sehen.